# Okręg wyborczy Lanark
Okręg wyborczy Lanark powstał w 1918 r. i wysyłał do brytyjskiej Izby Gmin jednego deputowanego. Okręg został zlikwidowany w 1983 r.

## Deputowani do brytyjskiej Izby Gmin z okręgu Lanark
- 1918–1923: Walter Elliot, Szkocka Partia Unionistyczna
- 1923–1924: Thomas Dickson, Partia Pracy
- 1924–1929: Stephen Mitchell, Szkocka Partia Unionistyczna
- 1929–1931: Thomas Dickson, Partia Pracy
- 1931–1945: Alexander Douglas-Home, lord Dunglass, Szkocka Partia Unionistyczna
- 1945–1950: Tom Steele, Partia Pracy
- 1950–1951: Alexander Douglas-Home, lord Dunglass, Szkocka Partia Unionistyczna
- 1951–1959: Patrick Maitland, Szkocka Partia Unionistyczna
- 1959–1983: Judith Hart, Partia Pracy